# Polybiidae
Polybiidae is een familie van kreeftachtigen uit de klasse van de Malacostraca (hogere kreeftachtigen).

## Geslachten
- Bathynectes Stimpson, 1871
- Coenophthalmus A. Milne-Edwards, 1879
- Liocarcinus Stimpson, 1871
- Macropipus Prestandrea, 1833
- Necora Holthuis, 1987
- Parathranites Miers, 1886
- Polybius Leach, 1820

## In Nederland waargenomen soorten
- Genus: Polybius
  - Polybius depurator   (Linnaeus, 1758) - (Blauwpootzwemkrab)
  - Polybius dioscurus  García-Raso, d'Udekem d'Acoz, Moukrim, Schubart & Cuesta, 2024 - (Grijze Zwemkrab)
  - Polybius holsatus  (Fabricius, 1798) - (Gewone Zwemkrab)
  - Polybius marmoreus  (Leach, 1814) - (Gemarmerde Zwemkrab)
  - Polybius navigator  (Herbst, 1794) - (Gewimperde Zwemkrab)
  - Polybius pusillus  (Leach, 1816) - (Dwarf Swimming Crab)

- Genus: Necora
  - Necora puber - (Fluwelen Zwemkrab)